# لورا (جنوب أستراليا)

## مدينة لورا
لورا هي بلدة ريفية تقع في الوسط الشمالي - جنوب منطقة الفليندرز في جنوب أستراليا، تبعد 12 كيلومتر عن شمال جلادستون على الطريق الرئيسي الشمالي و 40 كيلومتر شرق ميناء بورت بيري.

## تاريخ
لورا مشهورة بأنها موطن ايسكريم الشمال الذهبي والذي بدأ تصنيعه في هذه البلدة عما 1923م (وكان هذا المصنع هو أكبر من يوظف في تلك المنطقة)، وهذه البلدة تعتبر أيضا مسقط رأس الشاعر سي جاي دنس، والذي أصدرت أول قصيدة له في صحيفة لورا النموذجية.
تأسست جمعية السياحة وتطوير المجتمع في لورا بالاشتراك مع مجلس المناطق الشمالية للحفاظ على الهدوء والسكينة في مراكز المناطق الريفية وذلك بالتعاون مع كثير من المتطوعيين في مشاريع المجتمع.
والمشروع الأكبر لهذه الجمعية هو إدارة منتزه كارافان التابع لبلدة لورا، والأرباح من هذه المشاريع تستخدم في تطوير البلدية وضاحية المدينة